# Gradac (Dubrovnik)
Gradac je park u Dubrovniku uređen i otvoren 23. srpnja 1898. godine. Smješten je poviše kupališta Danača, u gradskom kotaru Pile-Kono. Do njega se može doći pješice ili automobilom, pošto je odmah pokraj ulaza u park smješteno jedno od većih dubrovačkih parkirališta koje se nalazi na mjestu zvanom Vješala jer su na tom mjestu u doba Dubrovačke Republike vješani prijestupnici. Pun je drvenih klupica, a obrastao borovom šumom. Na ulazu u park nalazi se mali ribnjak gdje je nekad stajala i Amerlingova fontana.
Gradac je najveći i najpoznatiji dubrovački park. Prostire se na 1,7 ha. Iz dijela na samom ulazu pruža se odličan pogled na utvrdu Lovrijenac, Pile i staru jezgru, a s drugih mjesta u parku na samostan i kupalište Danče te na morsku pučinu.
Od 1929. do 1941. u parku se nalazio Ptičji vrt, kao i kavezi s malim sisavcima. Ulaz se naplaćivao, a u prvih 15 godina zbirku je razgledalo 15 000 ljubitelja ptica. U parku su katkada izvođene neke predstave Dubrovačkih ljetnih igara, a snimane su i neki nastavci Igara prijestolja.
Park danas služi kao šetalište i odmaralište Dubrovčanima i turistima.